# Cá mồi trắng

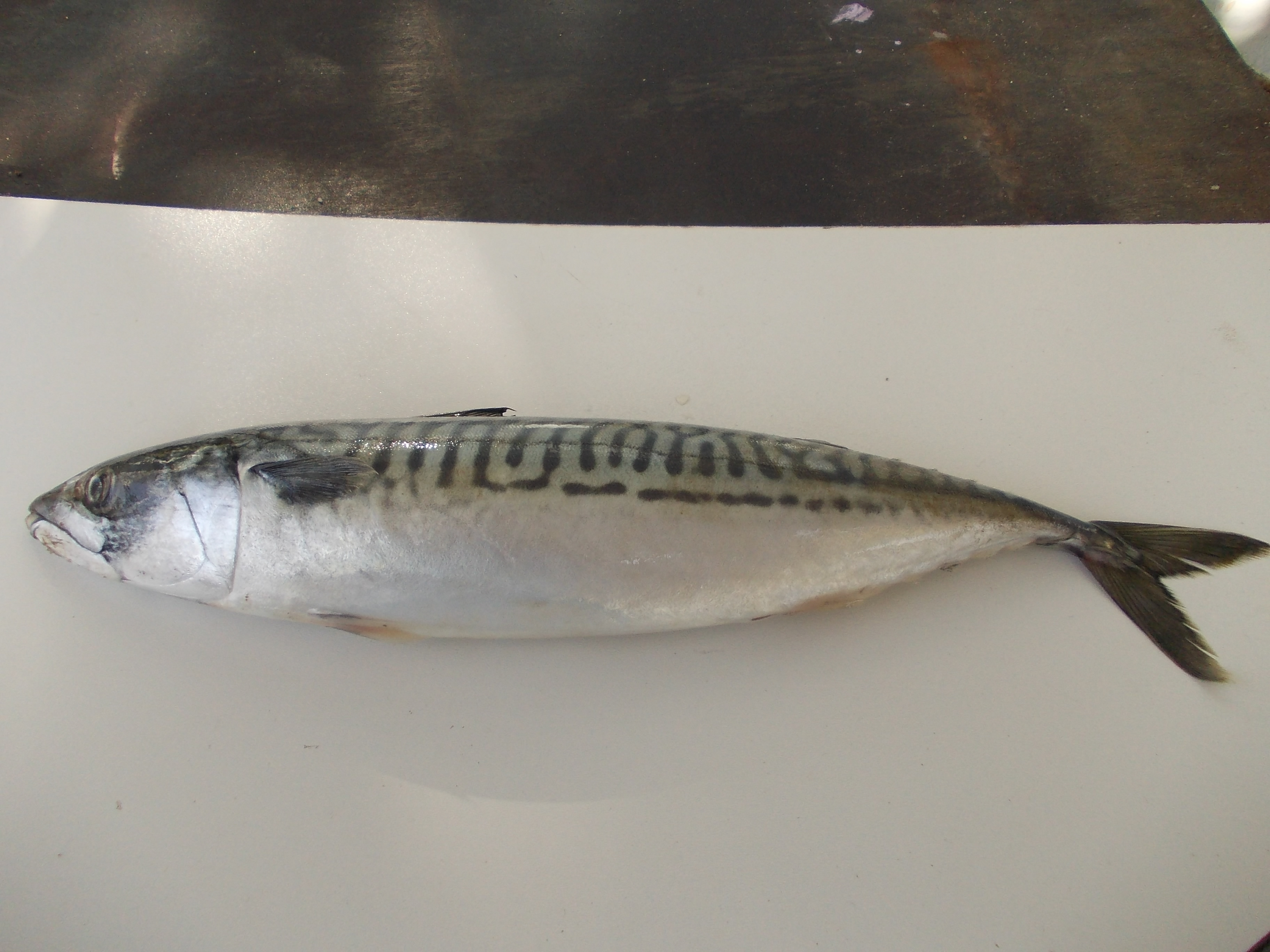
Một con cá mồi trắng

Cá mồi trắng (tiếng Anh: Whitebait) là thuật ngữ chung chỉ những con cá nhỏ ăn được của nhiều loài cá khác nhau và để làm cá mồi. Cá trích con là tiêu biểu cho whitebate ở nhiều vùng của Châu Âu, trong khi ở Úc và New Zealand, whitebait thường chỉ một loài cá nước ngọt gọi là galaxiid, hoặc các thành viên của họ Galaxiidae. 

## Đặc điểm
Những con cá này nhỏ hơn cá lớn cùng một loài, thường chỉ khoảng 25 mm từ đầu tới đuôi. Vì kích thước nhỏ, những loài cá này thường được nấu nguyên con và được xem là những món ăn ngon ở nhiều nơi trên thế giới. Ở Âu Châu, cá trích nhỏ, một loài cá trắng của đại dương, được gọi là whitebait. Cá trích là cá ở vùng bắc Thái bình dương và bắc Đại tây dương, nhưng thường di cư vào các khu vực nội địa như sông hay vịnh để sinh sản. Cá trích cái đẻ ra một đám trứng lớn mà con đực cung cấp dinh dưỡng bên ngoài. Những trứng này thường nở trong thời gian 1 tuần và ấu trùng cá trích nổi lên. Ấu trùng rất giống rắn và trong suốt, vảy chưa phát triển, nhưng trong vòng 1 năm chúng phát triển thành cá trích con được đánh bắt và tiêu thụ như là whitebait.
Những người New Zealand và Úc chỉ một số loài cá Galaxiid khác nhau là whitebait. Một số ví dụ cá nhỏ được bắt và tiêu thụ là inanga và kokopu. Chúng là cá nước ngọt ở sông và hồ. Con nhỏ thường bị đánh bắt khi chúng bơi ngược dòng nước và thường được các ngư dân gọi là "baiter". Trong thực tế việc đánh bắt whitebait gọi là whitebaiting. Vì cá quá nhỏ, chúng thường bị bắt thành nhóm lớn bằng lưới. Đánh bắt cá nhỏ từng là một ngành công nghiệp có tầm mức lớn, nhưng hiện nay, đã có những quy định khắt khe và chỉ những người đánh cá tự do có thể bắt được cá nhỏ. Vì những hạn chế được áp đặt, cá nhỏ được đánh giá cao và xem là món ăn ngon ở Âu Châu và châu Đại Dương.
Cá nhỏ cũng được thưởng thức, nơi chúng được nuôi trong những trại nuôi cá. Món cá rán New Zealand. Có nhiều cách để ăn những con cá nhỏ ngon lành này. Một món thông thường ở New Zealand là món cá rán, trong đó, cá được khuấy vào bột nhão làm từ bột, nước và trứng. Sau đó, bột nhão được múc cho vào dầu ăn đang nóng và chiên. Cá cũng được ăn nguyên con, thường rải trong bột và chiên trong bơ hoặc dầu. Một ít tiêu cay, ví dụ cayenne, thường được thêm vào. Cá cơm mồm đông lạnh. Cá cơm mồm (cá cơm sữa) Silver anchovy (white anchovy) là trường hợp điển hình ở châu Á được bán khắp nơi trên thế giới có người châu Á sinh sống. Cá được chế biến rất đa dạng. Trên thị trường, cá có thể được bán tươi, hấp chín làm lạnh, đông lạnh block hay trong nhiều món ăn tẩm gia vị khác rất có giá trị về mặt kinh tế.